# Авджи, Наби
Наби Авджи (тур. Nabi Avcı; род. 8 октября 1953, Демиркёй, Биледжик) — турецкий писатель и политик. Занимал пост главного советника премьер-министра Реджепа Эрдогана.

## Биография
Родился 8 октября 1953 года. Отец Наби Авджи — Абдулла Авджи, мать — Хабибе.
Окончил Ближневосточный технический университет, имеет степень доктора философии, полученную в Анатолийском университете.
В 1974 году начал работать в министерстве культуры.
Читал лекции в Анатолийском университете. Занимал должность советника министра образования и премьер-министра. Вёл колонку в газете, также являлся помощником консультантом главного редактора.
В 2003 году Наби Авджи был назначен главным советником премьер-министра (на тот момент пост премьер-министра занимал Реджеп Эрдоган).
Входил в Совет Турции по научно-техническим исследованиям, занимал пост председателя турецкого национального комитета ЮНЕСКО.
24 января 2013 года был назначен на пост министра образования.

## Личная жизнь
Женат, пятеро детей.